# 韦弘敏
韋弘敏（?—?），京兆郡杜陵县（今陕西省西安市）人，隋朝汴州刺史、井陘定侯韋師之孙，唐中宗、唐睿宗（武则天称制）时代的高级官员和宰相。
683年十二月，唐高宗驾崩，唐中宗即位。684年正月初十，唐中宗任命左散騎常侍（門下省官员）韋弘敏为太府卿、同中書門下三品。684年二月，太后武则天废黜中宗为庐陵王，立中宗的弟弟豫王李旦为唐睿宗。
十月，韋弘敏贬为汾州（今山西临汾）刺史，同日刘景先事连裴炎也被罢相。之后，韋弘敏事迹史书未有记载。